# خانه ساحلی (فیلم ۲۰۱۹)
خانه ساحلی (به انگلیسی: The Beach House) یک فیلم ترسناک و دلهر‌ه‌آور آمریکایی محصول سال ۲۰۱۹ به نویسندگی و کارگردانی جفری ای براون در اولین کارگردانی بلند خود است. لیانا لیبراتو و نوآ لو گروس در این فیلم نقش یک زوج دانشگاهی را بازی می‌کنند که تعطیلات خود را به یک خانه ساحلی می‌روند، جایی که با یک زوج مسن‌تر (ماریان ناگل و جیک وبر) آشنا می‌شوند و توسط یک عفونت مرموز که در سراسر ساحل پخش می‌شود، تهدید می‌شوند.
این فیلم اولین نمایش جهانی خود را در جشنواره فیلم فوق‌العاده اروپایی استراسبورگ در سپتامبر ۲۰۱۹ انجام داد. این فیلم در ۹ ژوئیه ۲۰۲۰ برای پخش در دسترس قرار گرفت.

## داستان
این فیلم داستان گروهی از جوانان می‌باشد که به یک خانه ساحلی برای مهمانی می‌روند، اما هنگامی که یک بیماری عفونی که قابل انتقال به دیگران است پدیدار می‌شود، همه چیز به هم می‌خورد. اکنون یک پسر و دختر جوان دانشگاهی که برای تفریح به این مکان آمده بودند، باید برای بقا مبارزه کنند و…

## پاسخ انتقادی
در وب‌سایت جمع‌آوری نقد راتن تومیتوز، این فیلم بر اساس ۱۰۹ نقد، با میانگین امتیاز ۶.۵ از ۱۰، دارای ۸۱ درصد محبوبیت است. و درمتاکریتیک، میانگین وزنی دارد. امتیاز ۶۴ از ۱۰۰، بر اساس رای ۱۳ منتقد، که نشان دهنده "بررسی‌های عموما مطلوب" است.